# وثيقة مكتوبة
الوثيقة المكتوبة نص مكتوب على وسيلة ما مثل الورق ويكون مثبت ما بها من معلومات ونصوص حتى انها قد تعدّ دليلاً بيناً على ما فيها.
لا تأخذ الوثيقة صفتها هذه الا إذا كانت معرفة باسم الكاتب أو مصدر ما بها من معلومات وفي الغالب يتثنى ذلك من خلال التوقيع

## أنواع الوثائق
- العقد
- الاتفاقية الدولية
- جواز السفر

أيضا تعرف  الوثيقة بانها كل ما يعتمد عليه، ويرجع إليه لإحكام أمر وتثبيته وإعطائه صفة التحقق والتأكد من جهة، أو ما يؤتمن على وديعة فكرية أو تاريخية تساعده في البحث العلمي، أو تكشف عن جوهر واقع ما، أو تصف عقاراً أو تؤكد على مبلغ، أو عقد بين اثنين أو أكثر، ويمكن تحديد عناصر الوثيقة بالتالي: 
1. أن تكون مصدر للمعرفة: أي أنها تحتوي على معلومات تمكن المستفيد من الاعتماد عليها في إثبات حجة أو دفع شبهة أو رد على رأي أو الحصول على معلومة جديدة تفيد في البحث العلمي. 
2. أن تمتلك قوة الإثبات: نحو أن تحتوي بيانات للمسؤولية أو أن تكون مسجلة في الدوائر المختصة أو أن تكون قد حققت سابقاً. 
3. أن تكون قابلة للانتفاع حيث تقدم معلومات هي موضع حاجة لدى الباحث مهما كانت صفته. 
وتشمل أنواع الوثائق الوثيقة المكتوبة والوثيقة المرئية والوثيقة المسموعة والرسومات والخرائط والوثائق المحسوبة (HARD DISK - FLOPPY DISK - CD - DVD إلخ.....) والمايكروفورميات (ميكروفيلم/ مايكرو فيش)/ SLIDE.